# Krásno (Slowakije)
Krásno (Hongaars: Ószéplak) is een Slowaakse gemeente in de regio Trenčín, en maakt deel uit van het district Partizánske.
Krásno telt 473 inwoners.